# Coronen
Coronen (Hexabenzobenzol) gehört zu den polycyclischen aromatischen Kohlenwasserstoffen, genauer zu den Circulenen. Das Molekül besteht aus sechs anellierten Benzolringen (wobei bei Verwendung des Kreises zur Kennzeichnung aromatischer Ringe manche Autoren auch in den inneren Ring einen siebten Kreis setzen).

## Herstellung
Synthetisch wurde Coronen erstmals 1932 von Kurt Meyer dargestellt. Ausgangsverbindungen waren Anthrachinon-1.5-dicarbonsäure-chlorid und m-Xylol, die in einer mehrstufigen Synthese zu Coronen umgesetzt wurden. 

## Vorkommen
Coronen kommt wie die meisten polycyclisch-aromatischen Moleküle im Steinkohlenteer und in Produkten unvollständiger Verbrennung vor, darüber hinaus im Mineral Karpathit.

## Eigenschaften
Coronen ist ein gelbes bis goldenes Pulver aus fadenförmigen Partikeln oder nadelförmigen Kristallen. Der Feststoff schmilzt bei 438–440 °C, siedet bei 525 °C, ist in Wasser unlöslich und in unpolaren Lösungsmitteln mit leicht blauer Fluoreszenz löslich. Coronen ist sehr stabil und weist einen sehr niedrigen Dampfdruck auf. Das Coronenmolekül ist ungefähr 1 Nanometer groß; es kann mit einem Rastertunnelmikroskop sichtbar gemacht werden.